# Economía de la dinastía Song
La Economía de la dinastía Song, es el período de más de tres siglos, en el que se experimentó un crecimiento sostenido en el ingreso per cápita de la población de China durante la dinastía Song (960-1279), con el cambio estructural en la economía y el aumento del ritmo de la innovación tecnológica. Las semillas mejoradas de arroz y otros cultivos comerciales, la pólvora, máquinas mecánicas de acción hidráulica, el uso de carbón como fuente de combustible para una gran variedad de industrias, técnicas mejoradas de producción en el hierro y acero junto con muchas otras innovaciones tecnológicas transformaron la economía. En el norte de China, la fuente principal de combustible para los hornos de cerámica y de hierro se cambió de la madera al carbón.
Bajo la dinastía Song, también hubo un notable incremento en los contactos comerciales con los mercados globales, se dedicaron al comercio exterior a través de inversiones en buques mercantes y el comercio llegó a puertos tan lejanos como el del África oriental. Este período también fue testigo del desarrollo del primer papel moneda impreso, como el huizi que circuló en escala masiva. En combinación con un sistema tributario unificado y rutas comerciales eficientes por caminos y canales, todo ello significó el desarrollo de un auténtico mercado nacional. La especialización regional promovió la eficiencia económica y el aumento de la productividad. Aunque que gran parte de la tesorería del gobierno central se destinó a las fuerzas armadas, los impuestos establecidos sobre la base comercial creciente volvieron a llenar las arcas y fomentar todavía más la economía monetaria. Los reformadores y conservadores debatieron sobre el papel del gobierno en la economía; el emperador y su gobierno se hicieron responsables de la economía, pero en general hicieron menos pedidos que en dinastías anteriores. El gobierno, continuó monopolios sobre ciertos artículos manufacturados y en los bienes de mercado para aumentar los ingresos y asegurar recursos que eran vitales para la seguridad del imperio, como el té, la sal y componentes químicos para la pólvora.
Estos cambios hicieron de China un líder mundial, que algunos historiadores han nombrado la «primera economía moderna», muchos siglos antes de que Europa occidental hiciera su primer intento. Muchos de estos beneficios económicos se perdieron, en la siguiente dinastía Yuan.

## Agricultura

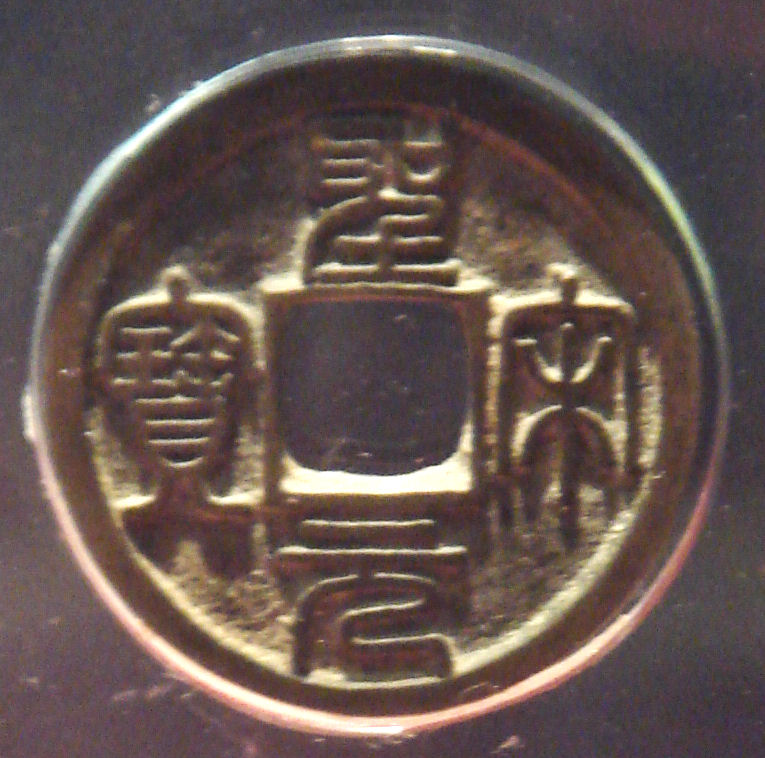
Moneda de la dinastía Song (聖宋元寶).

Hubo una expansión masiva de la tierra de cultivo durante la dinastía Song. El gobierno animó a la gente a reclamar tierras áridas y ponerlas bajo cultivo. Cualquiera que pidió tierras y pagó los impuestos se les concedió la posesión permanente de la nueva tierra. Bajo esta política, se estima que la tierra cultivada en la dinastía Song pudo haber llegado a un número máximo de 720 millones de «mu», y no pudo ser superado por las posteriores dinastías Ming y Qing.
El riego de las tierras de cultivo también fue fomentado durante este periodo. El estadista y economista chino Wang Anshi emitió la Ley y el Decreto de Regadío en 1069 donde se alentó la expansión del sistema de regadío en China. Para el año 1076, se completaron unos 10.800 proyectos de regadío, que llegaron a más de 36 millones de «mu» de tierras públicas y privadas. Los grandes proyectos de riego incluyeron el dragado del río Amarillo en el norte de China y limo artificial en el valle del lago Taihu. Como resultado de esta política, la producción de cultivos en China se triplicó. Los rendimientos agrícolas fueron aproximadamente 2 «tan» -una unidad de aproximadamente 50 kilogramos- de grano por «mu» de terreno, durante la dinastía Song, en comparación con 1 «tan», de la antigua dinastía Han (202 aC al 220 dC) y de 1,5 «tan», de la también anterior dinastía Tang (618-907).

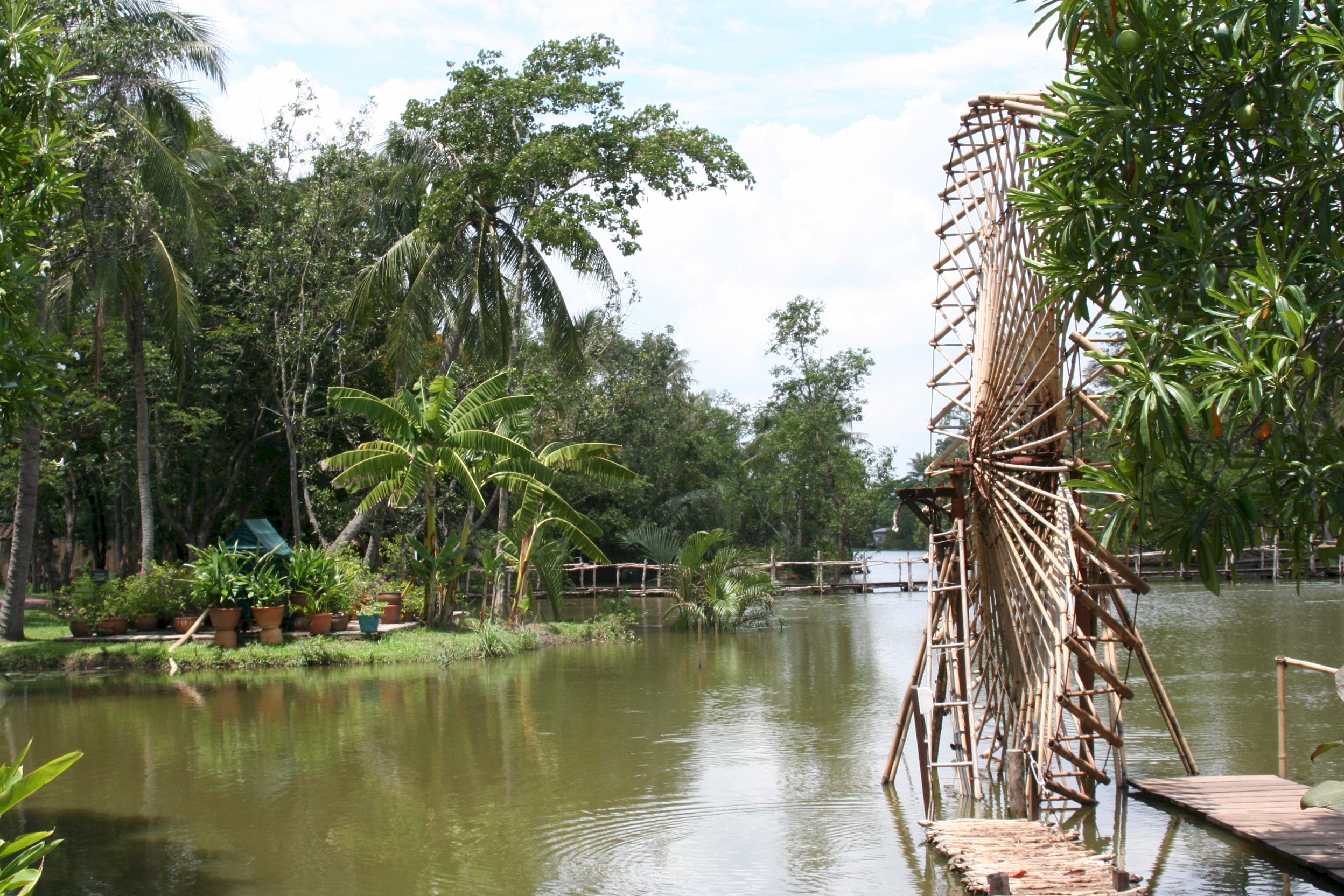
Rueda hidráulica de bambú en Vietnam.

El desarrollo económico de este período también estuvo marcado por las mejoras en las herramientas agrícolas, las semillas y los fertilizantes. la dinastía Song heredó las innovaciones en el arado descritas en el texto de la dinastía Tang El clásico del arado, que documenta su utilización en Jiangnan. Los Song mejoraron el arado de hierro curvado de los Tang e inventaron un diseño especial para la recuperación de terrenos baldíos. El arado no estaba hecho de hierro, sino de un acero más fuerte, la hoja era más corta pero más gruesa, y particularmente eficaz en el corte a través de juncos y raíces en humedales del valle del río Huai. En las granjas fueron utilizadas unas ruedas de agua realizadas con bambú para aprovechar la energía del flujo de los ríos y elevar el agua para el regadío de las tierras de cultivo.
Durante este período se introdujo en China, semillas de alto rendimiento de arroz de Champa, amarillo de Corea, guisante verde del India, y sandía del Oriente Medio, lo que mejoró la variedad de los productos agrícolas. Los agricultores de Song asumieron la importancia de los excrementos humanos cogidos en la noche de pozos muertos, como fertilizantes, comprendieron que su uso podría transformar tierra estériles en fértiles. Chen Pu escribió en su libro sobre agricultura de 1149: «El dicho común que la tierra agrícola se agota después de la siembra de tres a cinco años no es cierto, si con frecuencia se cubre el suelo con tierra nueva y se adoba con excrementos de los pozos negros, entonces la tierra se vuelve más fértil».

### Cultivos económicos

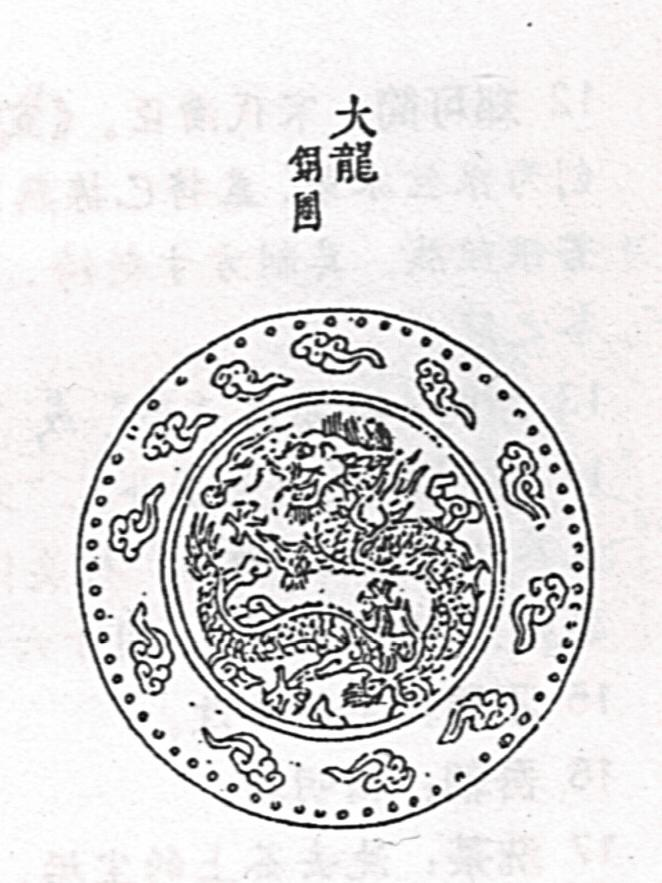
Tributo de té en la dinastÍa Song marcado con el sello de las «tortas de té del Dragón»

El algodón fue introducido desde la isla Hainan hacia el centro de China. Se recolectaron las flores de algodón, fue golpeado con arcos de bambú, se transformó en hilos y se tejió una forma nombrada "Jibei". El Jibei de algodón hecho en Hainan tenía una gran variedad, la tela era de gran anchura, a menudo estaba teñida en brillante colores, el cosido de dos piezas conseguían una colcha y cosiendo cuatro piezas una cortina. El cáñamo también fue plantado y transformado en lino. Las granjas de morera independientes, florecieron en la región del Monte Dongting a Suzhou, estos agricultores de morera no se ganaban la vida por las tierras de cultivo, pero en cambio, crecieron moreras y criaron gusanos de seda y la seda fue el fruto de su cosecha. La caña de azúcar apareció por primera vez en China durante el periodo de los Reinos Combatientes. Durante la dinastía Song, el valle del lago Taihu era famoso por la caña de azúcar cultivada. El escritor Wang Zhuo en 1154, describe con gran detalle el método de su cultivo y la forma de hacer la harina de caña de azúcar en su monografía Clásico del azúcar, fue el primer libro sobre la tecnología del azúcar en China.
La plantación de té en la dinastía Song fue tres veces mayor que durante la dinastía Tang. Según una encuesta realizada en 1162, las plantaciones de té se distribuyeron en 66 prefecturas de 244 condados. A Beiyuan hubo una plantación de té imperial en la prefectura de Fujian. Produjo más de cuarenta variedades de té como tributo para la corte imperial. Únicamente se recogieron la punta de las hojas, se procesaron y se presionaron hasta tomar forma como de «tortas de té», con un grabado en relieve del modelo de dragón, que fue conocido como «tortas de té del Dragón».
Con el crecimiento de las ciudades, surgieron granjas de hortalizas de alto valor en los suburbios. Al sur de China, el promedio del cultivo de arroz en un pedazo de tierra era suficiente para la manutención de un hombre, mientras que en el norte se necesitaba el triple de terreno.

## Organización, inversión y comercio

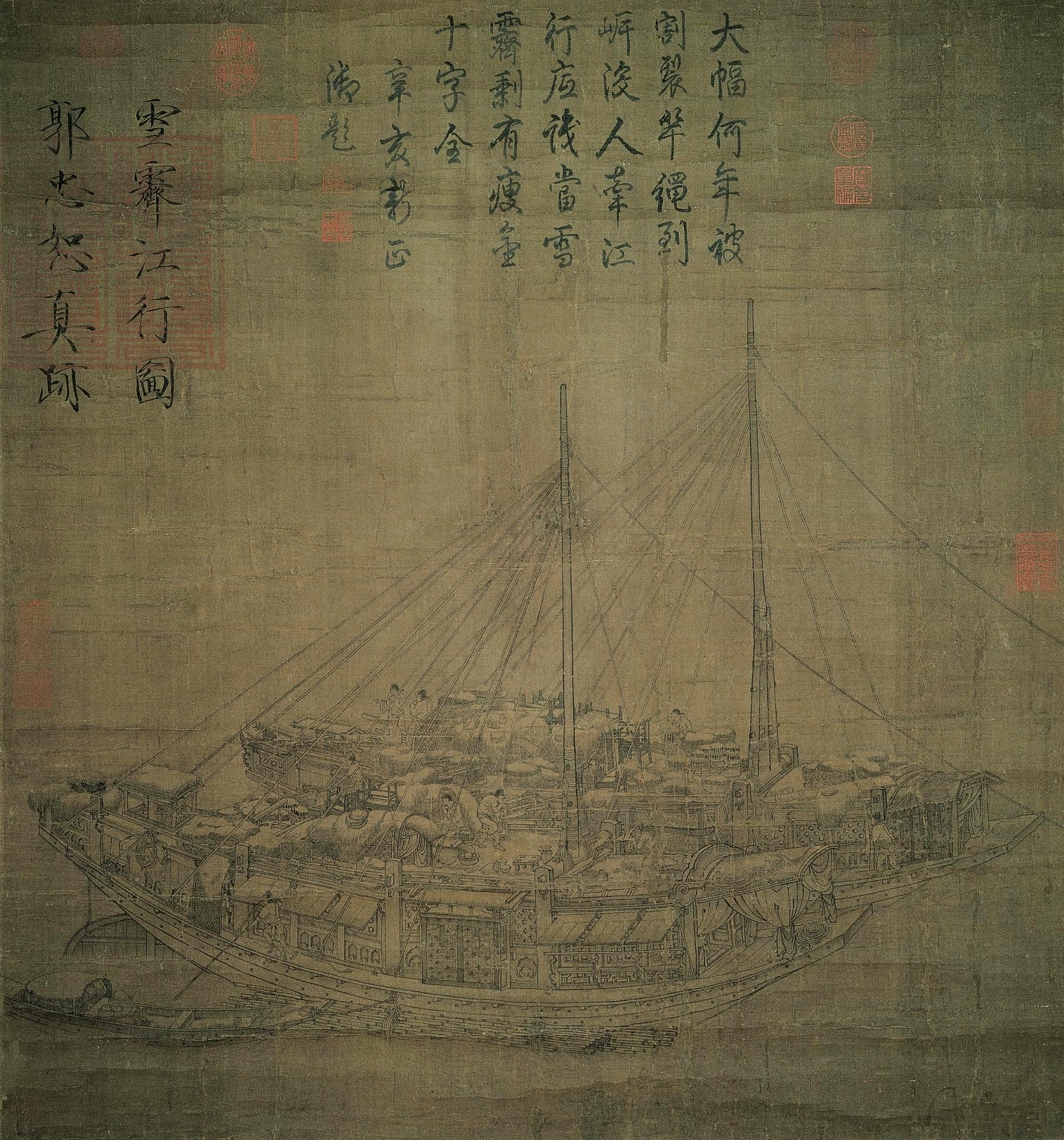
Pintura Song de dos barcos chinos de carga ; donde aparecen los cascos con compartimentos estancos.

Durante la dinastía Song, la clase mercantil se hizo más sofisticada, muy respetada y organizada que en los períodos anteriores de China. Su riqueza acumulada a menudo rivalizaba con la de los eruditos funcionarios que administraban los asuntos de gobierno.
A pesar de las grandes industrias administradas por el gobierno y las grandes empresas de propiedad privada que dominaron el sistema de mercado de la China urbana durante el periodo Song, había una gran cantidad de pequeñas empresas y propietarios privados en los grandes suburbios y zonas rurales que prosperaron con la expansión económica de la época. También había un gran mercado negro en China durante el periodo Song, que fue agrandado una vez que los Jurchens conquistaron el norte de China y establecieron la dinastía Jin. Por ejemplo, alrededor de 1160 hubo un estraperlo anual de mercado negro de unas 70 a 80 mil cabezas de ganado. Había una multitud de pequeñas tiendas y hornos de cerámica pertenecientes a familias de la zona, junto con prensas de aceite, tiendas de elaboración de vino, pequeñas empresas locales de fabricación de papel, etc. También hubo espacio para el pequeño éxito económico con el hostelero, el adivino, el vendedor de drogas, el comerciante de tejido, y muchos otros.

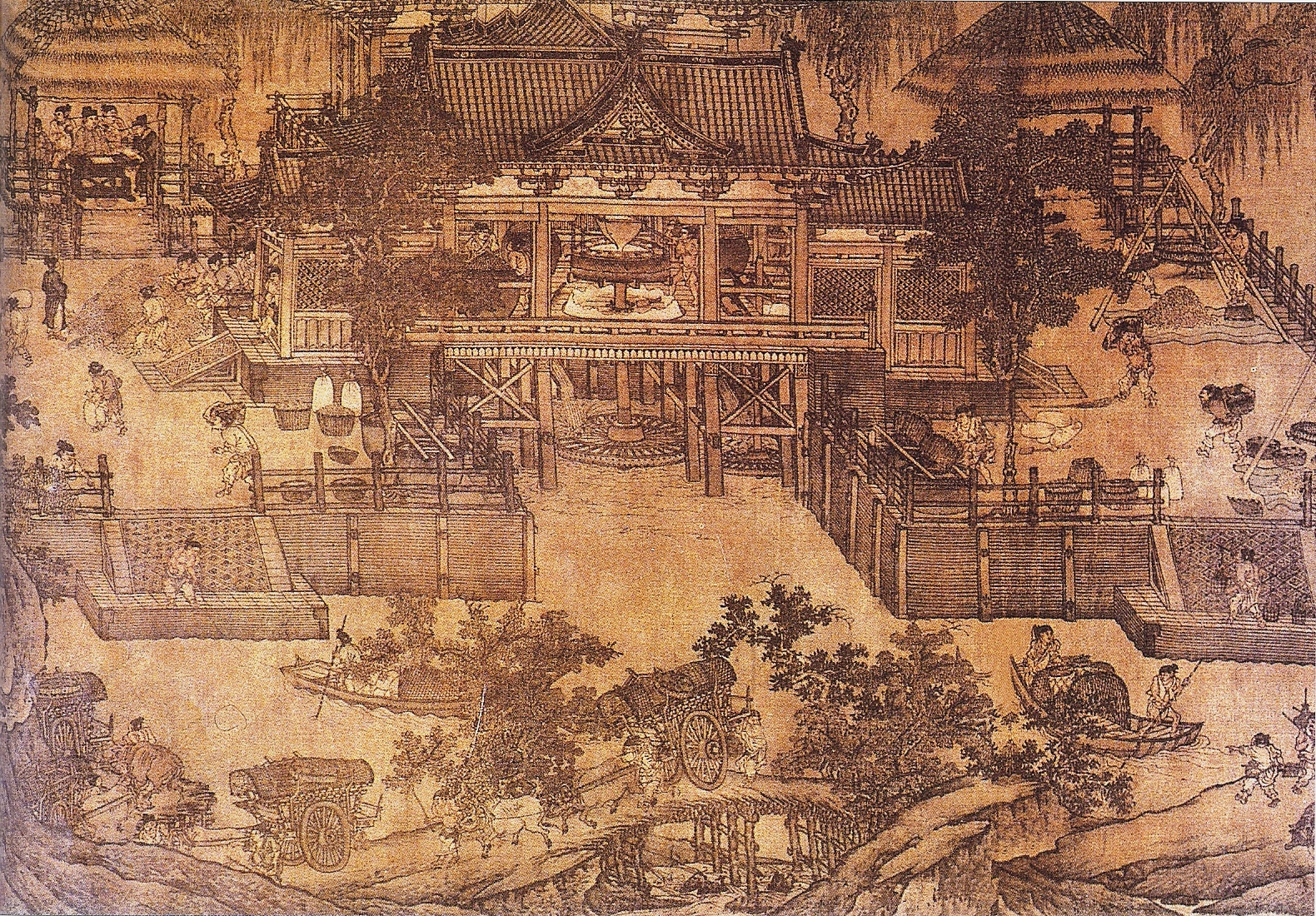
Pintura de la dinastía Song del Norte (960-1127) de un molino hidráulico movido por el agua para moler el grano, junto con el transporte fluvial.

Las familias rurales que venían un gran excedente agrícola en el mercado no únicamente podían comprar más carbón, té, aceite y vino, también podían acumular suficientes fondos para establecer medios secundarios de producción y generar más riqueza. Además de los alimentos agrícolas necesarios, las familias campesinas podían producir vino, carbón de leña, papel, textiles y otros bienes que los vendían a través de intermediarios. Los agricultores de Suzhou se especializaron en la cría de gusanos de seda para producir productos de seda, mientras que en Fujian, Sichuan y Guangdong se dedicaron más a la caña de azúcar. Para asegurar la prosperidad de las zonas rurales, fueron esenciales las aplicaciones técnicas para proyectos de obras públicas y la mejora de las técnicas agrícolas. El gran sistema de regadío de China tuvo que ser equipado con multitud de ruedas hidráulicas estandarizadas de producción en masa que podían elevar el agua desde planos inferiores a los más elevados del regadío.
Para la ropa, los vestidos de seda fueron usados por los ricos y la élite, mientras que el cáñamo y el ramio fue usado por los pobres; para la última época Song la ropa de algodón también estaba en uso. El transporte de todos estos materiales y mercancías se vio favorecido por la innovación, en el siglo X, de las esclusas del Gran Canal de China; el científico y estadista Shen Kuo (1031-1095) escribió que la construcción de compuertas libró a Zhenzhou -presumiblemente Kuozhou a lo largo del Yangtsé- durante las década de 1020 y 1030 y liberó la utilización de quinientos obreros que trabajan en el canal cada año, que ascendió a un ahorro de hasta 1.250.000 cuerdas de dinero en efectivo al año. Escribió que el antiguo método de transportar los barcos limitaba la importancia de la carga a 300 «tan» de arroz por barco -aproximadamente 17 t / 17.000 kg-, pero después de que se introdujeran las esclusas, los barcos que transportaban 400 «tan» -más o menos 22 t / 22.000 kg-, entonces podían utilizarlas. Shen escribió que por su tiempo (c.1080) los barcos del gobierno podían llevar pesos de carga de hasta 700 «tan» -39 t / 39.000 kg-, mientras que las embarcaciones privadas podían contener hasta 800 bolsas, cada una con un peso de 2 «tan» -es decir, un total de 88 t / 88.000 kg-.

### Comercio exterior

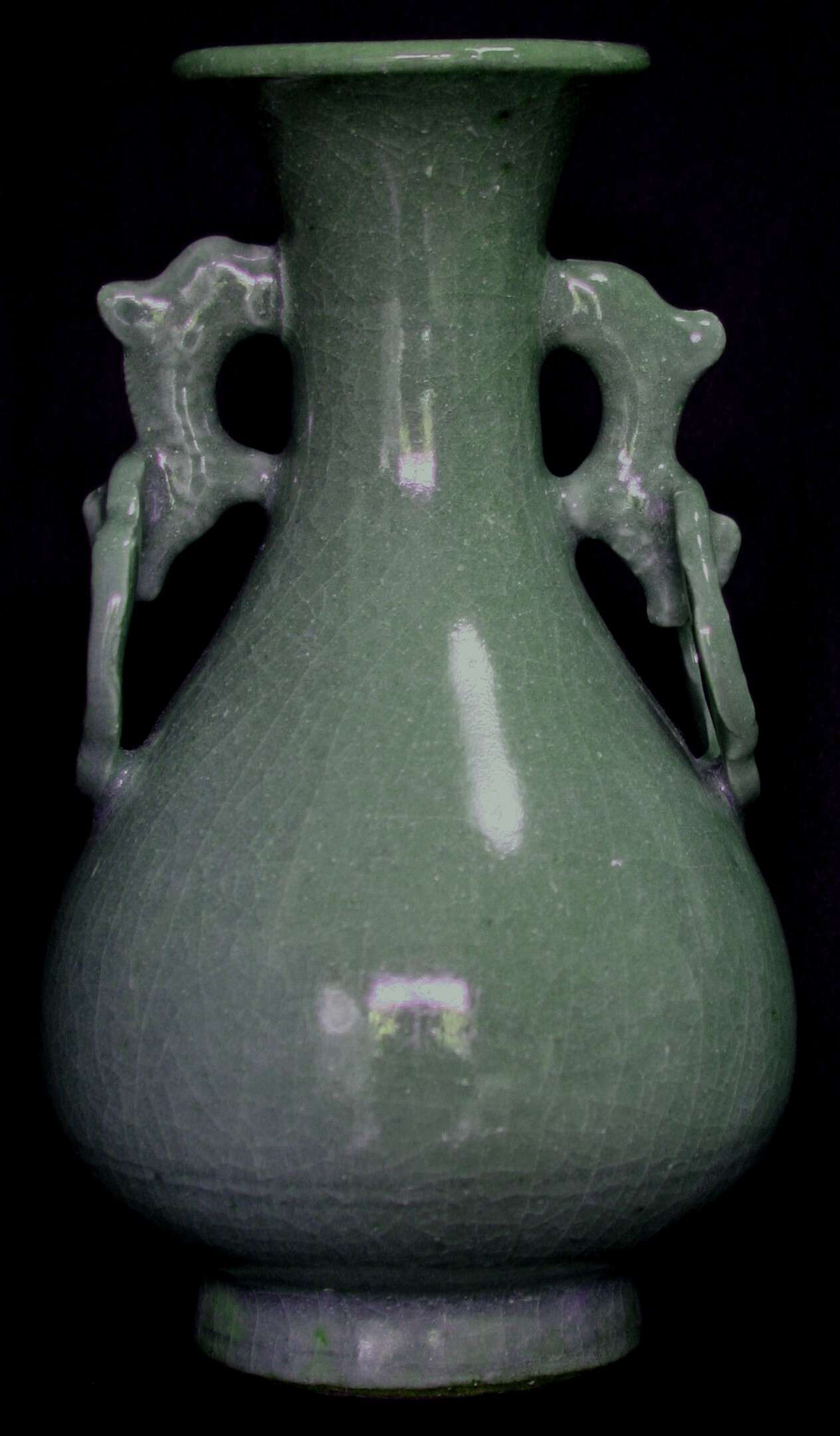
Un Celadón de Longquan de la dinastía Song, jarrón del sigle XIII.

El comercio marítimo con el Pacífico sudeste, el mundo hindú, el mundo islámico, y el mundo del África Oriental alcanzó gran fortuna para los comerciantes. Aunque la gran cantidad de comercio indígena a lo largo del Gran Canal, el río Yangtsé, sus tributarios, lagos, y otros sistemas de canales superaron las ganancias comerciales del comercio exterior, hubo grandes puertos de mar durante el periodo Song que impulsaron la economía, como los de Quanzhou, Fuzhou, Guangzhou y Xiamen. Estos puertos marítimos, que estaban conectados al interior a través del canal, el lago y el tráfico fluvial, actuaron como una larga cadena de grandes centros comerciales para la venta de los cultivos producidos en el interior.
La alta demanda en China para productos de lujo y especies extranjeras procedentes de las Indias Orientales facilitó el crecimiento del comercio marítimo chino en el extranjero durante el periodo Song. Junto con la industria de la minería, la industria de la construcción naval de la provincia de Fujian durante el periodo Song aumentó su producción a medida que al comercio marítimo se le dio más importancia, el crecimiento demográfico de la provincia comenzó a aumentar. La capital de Song a Hangzhou tenía un gran canal que conectaba sus cursos de agua directamente con el puerto en Mingzhou -moderno Ningbo-, el centro desde donde muchos de los bienes importados extranjeros eran enviados al resto del país. A pesar de la instalación de parques de bomberos y una gran fuerza de lucha contra el fuego, los incendios continuaron amenazando la ciudad de Hangzhou y las diferentes empresas que estaban situadas en ella.

En salvaguarda de los suministros almacenados y para proporcionar espacio alquilado a los comerciantes y tenderos para mantener sus excedentes de mercancías de los fuegos de la ciudad, las familias ricas de Hangzhou, eunucos de palacio y empresas importantes construyeron grandes almacenes al borde de las murallas del noreste; estos almacenes fueron rodeados por canales de agua por todos sus lados y estuvieron fuertemente custodiados por vigilantes nocturnos contratados. Los constructores de barcos generaron trabajo a muchos artesanos expertos, mientras que los marineros encontraron muchas oportunidades de colocación a medida que más familias tenían suficiente capital para comprar barcos e invertir en las operaciones comerciales en el extranjero. Los extranjeros y los comerciantes del extranjero también ayudaron la economía desde el interior de China. Por ejemplo, muchos musulmanes fueron a China no únicamente para el comercio, sino que dominaron la industria de importación y exportación y en algunos casos se convirtieron en funcionarios de las regulaciones económicas.  Para los comerciantes marítimos chinos, sin embargo, no pudieron tener este tipo de iniciativas en el extranjero ni conseguir sitios de comercio exterior como por ejemplo en puertos tan lejanos como Egipto. Para reducir el riesgo de perder dinero en lugar de ganarlo en misiones comerciales marítimas en el extranjero:

Los inversores [de la era Song] solían dividir su inversión entre muchos barcos, y cada barco tenía muchos inversores detrás. Un observador pensó que el afán de invertir en el comercio exterior estaba generando una salida de efectivo en cobre. Él escribió, "La gente a lo largo de la costa está en términos íntimos con los comerciantes que se dedican al comercio exterior, ya sea porque son compatriotas o conocidos personales ... [Le dan a los comerciantes] dinero para llevar con ellos en sus barcos para comprar y el transporte de devolución de bienes extranjeros. Ellos invierten de diez a cien cadenas de efectivo, y regularmente obtienen ganancias de varios cientos por ciento ".

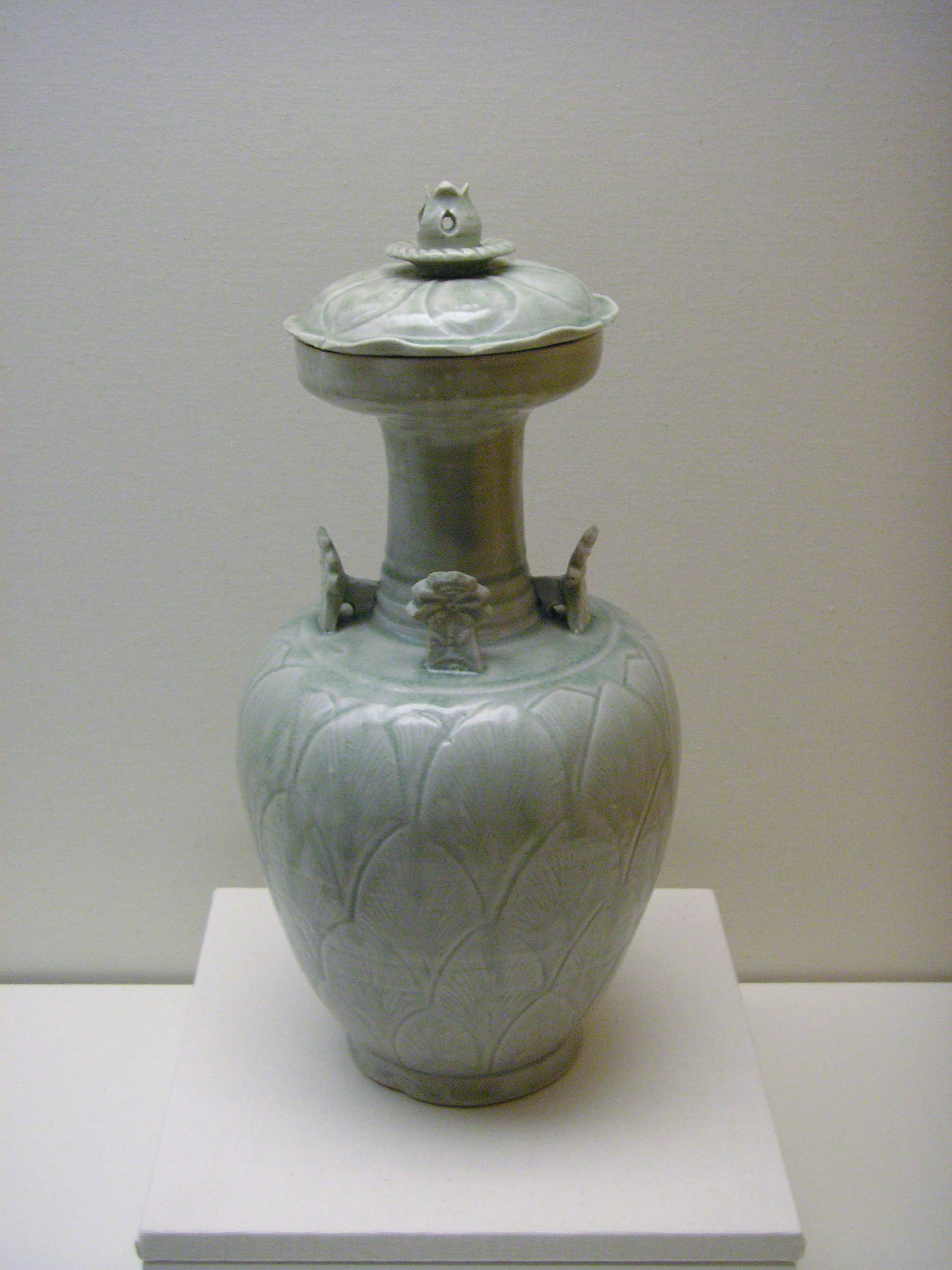
Un jarrón de gres de celadón del o de la provincia de Zhejiang, dinastía Song.

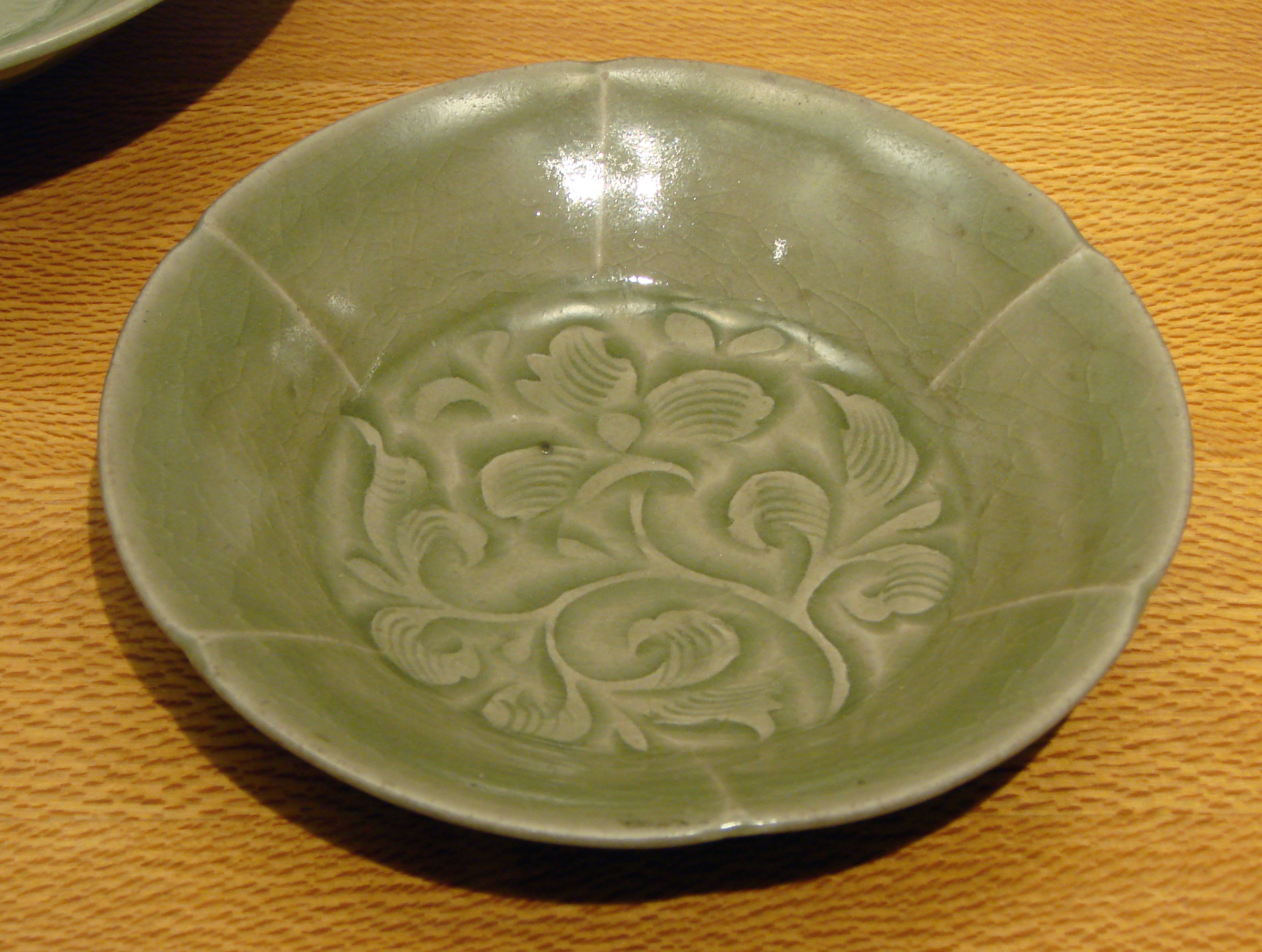
Un plato de celadón, Shaanxi, del al.

El autor Zhu Yu escribió en su obra Pingzhou Ketan (萍洲可談; «Pingzhou Tabla de conversaciones») 1119 sobre la organización, las prácticas marítimas, y los estándares del gobierno de buques marítimos, sus comerciantes, y los equipos de navegación. En su libro dice:

De acuerdo con las regulaciones gubernamentales relativas a los buques de navegación marítima, los más grandes pueden llevar varios cientos de hombres, y los más pequeños pueden tener más de un centenar de hombres a bordo. Uno de los comerciantes más importantes es el elegido para ser líder (Gang, Shou), otro es el líder adjunto (Fu Gang, Shou), y un tercero es gerente de negocios (Za Shi). A los superintendentes de la marina mercante se les da un certificado no oficial sellado en rojo que les permite utilizar el bambú para castigar a su compañía cuando sea necesario. ...los pilotos de la nave están familiarizados con la configuración de las costas; por la noche se dirigen por las estrellas, y durante el día por el sol. En un clima oscuro se ven con la aguja apuntando al sur, es decir, la brújula -. También utilizan un poste de cien pies de largo con un gancho en el extremo, que bajan a tomar muestras del lodo del fondo del mar; por su apariencia y olor pueden determinar su paradero.

Los viajeros extranjeros en China a menudo hacían observaciones sobre la fortaleza económica del país. El viajero marroquí Ibn Battuta (1304-1377) escribió sobre muchas de sus experiencias de viaje en lugares de todo el mundo de Eurasia, incluyendo a China en el extremo más oriental. Tras describir los lujosos barcos chinos sosteniendo cabinas palatinas y salones, junto con la vida de las tripulaciones de los barcos y sus capitanes, Batutta escribió: «Entre los habitantes de China hay quienes poseen numerosos barcos, en los que envían a sus servidores a sitios extranjeros para comprobar que en ninguna parte del mundo se encuentran personas más ricas que los chinos».

### Salarios e ingresos
Los terratenientes ricos estaban siendo por regla general aquellos que eran capaces de educar a sus hijos en el más alto grado. Por lo tanto, pequeños grupos de familias prominentes, en cualquier condado local, sería centro de atención nacional para tener hijos que hubieran viajado lejos para su educación y luego lograran ser nombrados como ministros de estado. La movilidad social de la descendencia fue siempre un problema para el asunto de la herencia dividida. Lo que sugiere maneras de aumentar la propiedad de una familia. Yuan Cai (1140-1190) escribió a finales del siglo XII, en su manual de asesoramiento dirigido a los jefes de familia, que los que obtuvieron un cargo con salario decente no deberían convertirlo en oro y plata, sino que en su lugar podrían ver crecer sus valores con la inversión:

Por ejemplo, si tenía 100.000 cadenas de valor de oro y plata y utilizara ese dinero para comprar una propiedad productiva, en un año ganaría 10.000 cadenas; tras diez años más o menos, habría recuperado las 100.000 cadenas y lo que sería dividido entre la familia sería el interés. Si se invirtiera en una prenda de derechos en tres años, el interés sería igual al capital. Aunque tendría las 100.000 cadenas, y el resto, estando el interés, podría ser dividido. Por otra parte, podría duplicarse nuevamente en otros tres años, ad infinitum.

Shen Kuo (1031-1095), un ministro de finanzas, fue de la misma opinión; en su comprensión de la velocidad de circulación del dinero, declaró en 1077:

La utilidad del dinero es la circulación y la toma de decisiones. Un pueblo de diez hogares puede tener 100.000 monedas. Si el dinero se almacenan en el hogar de un individuo, incluso después de un siglo, sigue siendo la misma suma de 100.000. Si las monedas se distribuyen a través de transacciones comerciales de manera que cada individuo de las diez familias puedan disfrutar de la utilidad de las 100.000 monedas, esta utilidad ascenderá a la de 1.000.000 en efectivo. Si la circulación continua sin parar, la utilidad del dinero en efectivo estará más allá de la enumeración.

Una considerable beca se ha destinado en la búsqueda del nivel estándar de vida durante la dinastía Song. Un estudio reciente realizado por el historiador económico Cheng Minsheng cree que el ingreso medio de los trabajadores de clase baja durante la dinastía Song fue de unos 100 wen al día, aproximadamente 5 veces el nivel de subsistencia estimado en 20 wen al día y un nivel muy alto para las economías preindustriales. El consumo per cápita de grano y de seda, respectivamente, se estimó, por Cheng, alrededor de 8 jin -unos de 400 g cada uno- al día.

## Industria artesanal

### Industrias del acero y del hierro

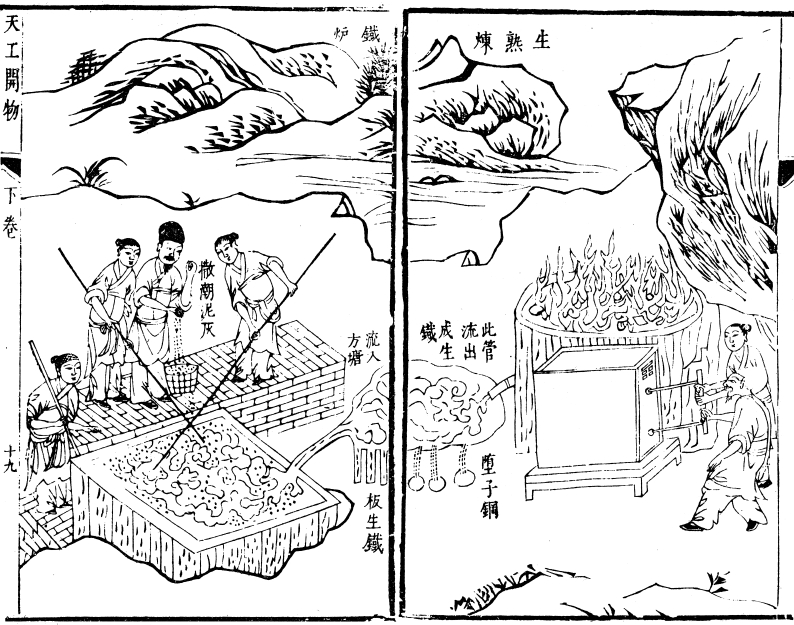
Izquierda: el proceso de formación de la fundición del mineral para hacer hierro forjado en lingotes.
Derecha: ilustración mostrando los hombres que trabajan en un alto horno.Tiangong Kaiwu enciclopèdia, 1637.

Acompañando la edición generalizada de papel moneda fue el comienzo de lo que podría nombrarse un principio de revolución industrial china. Por ejemplo, el historiador Robert Hartwell estimó que la producción de hierro per cápita aumentó seis veces entre el 806 y el 1078, de modo que, en este último año China producía 127 millones kg (125.000 t) en peso de hierro por año. Sin embargo, el historiador Donald Wagner cuestiona el método utilizado para Hartwell para calcular estas cifras, -es decir, utilizando los impuestos y los recibos de cuotas de la dinastía Song-.
En el proceso de fundición se utilizó grandes fuelles accionados por ruedas hidráulicas, y grandes cantidades de carbón vegetal en el proceso de producción, dando lugar a una amplia zona de deforestación en el norte de China. Sin embargo, a finales del siglo XI los chinos descubrieron que el uso de carbón de coque podría reemplazar el carbón, por lo tanto, muchos acres de tierras forestales en el norte de China se salvaron de la industria del hierro con este cambio de recurso. El hierro y el acero de este período se utilizó para producir en serie los arados, martillos, agujas, clavos para barcos, platillos musicales, cadenas de puentes colgantes, estatuas budistas, y otros artículos de rutina para un mercado nacional. El hierro fue un componente necesario para los procesos de producción de sal y cobre.  Muchos de los canales de nueva construcción fueron vinculados a los principales centros de producción de hierro y acero en el mercado principal de la ciudad capital. Esto también se extendió al comercio con el mundo exterior, que se expandió con el alto nivel de la actividad marítima china en el extranjero durante el periodo Song del Sur.
Mediante muchas peticiones escritas al gobierno central por los administradores regionales del imperio Song, eruditos históricos pueden tener pruebas para saber la importancia y el alcance de la industria del hierro chino durante la época Song. El famoso magistrado Bao Zheng (999-1062) escribió sobre la industria del hierro y las casas de fundición que fueron supervisadas por los reguladores del gobierno en Hancheng, en la prefectura de Zhengzhou, a lo largo del río Amarillo en lo que es hoy la provincia oriental de Shaanxi. Comentó que 700 de estos hogares estaban actuando como fundiciones de hierro, de los cuales 200 tenían la cantidad más adecuada de apoyo del gobierno, tales como suministros de carbón y artesanos expertos -las fundiciones también contrataban personal no cualificado-. La queja de Bao ante el trono era que las leyes del gobierno contra la fundición privada a Shaanxi obstaculizaban los beneficios de la industria, por lo que el gobierno finalmente atendió su petición y levantó la prohibición de la fundición privada a Shaanxi, el año 1055. Aunque las fundiciones de Shaanxi fueron gestionadas y suministrados por el gobierno, había muchas independientes de propiedad de las familias ricas.  Mientras en calidad de gobernador de Xuzhou en 1078, el poeta y estadista Su Shi (1037-1101) escribió que en la región había 36 fundiciones dirigidas por diferentes familias locales, cada una utilizando una cantidad de varios cientos de trabajadores para las minas y poder producir su propio carbón para fundir el hierro.

### Producción de pólvora

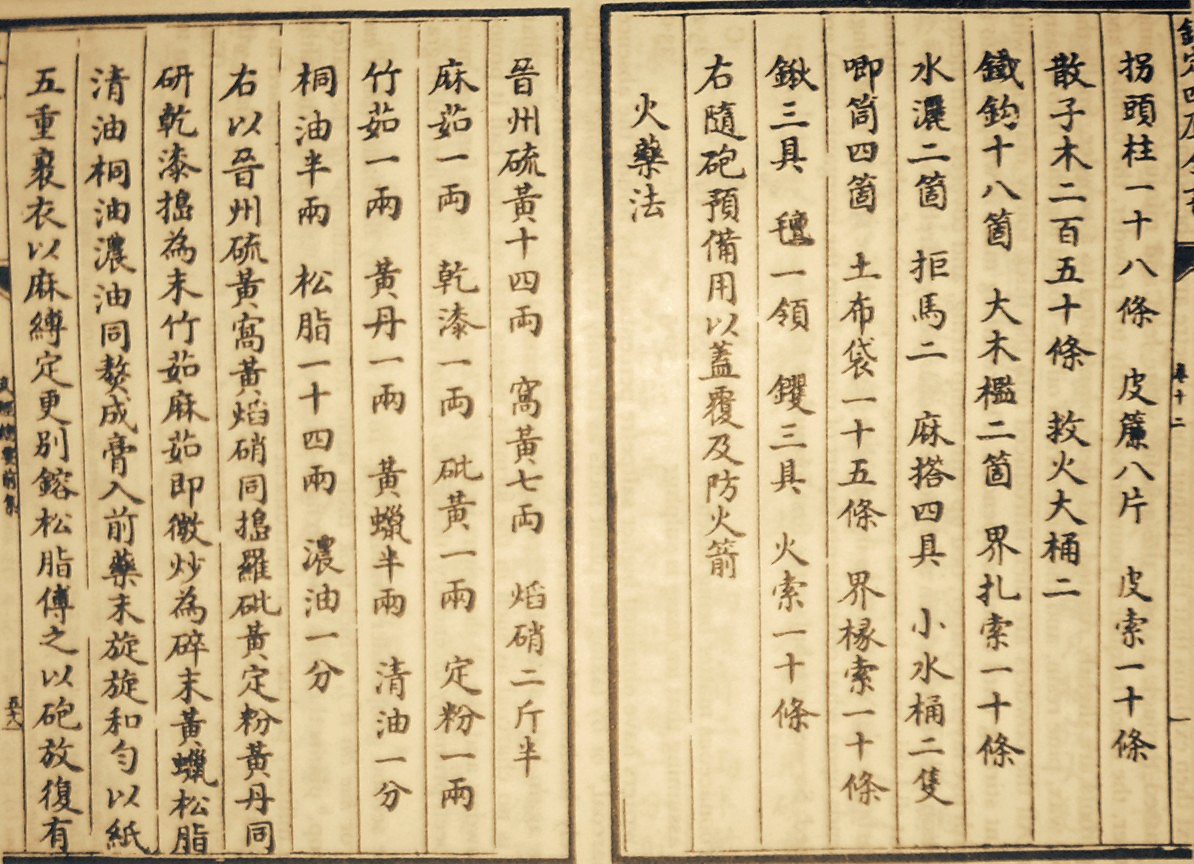
La fórmula más antigua conocida de la pólvora, en el manuscrito Wujing Zongyao del año 1044.

Durante el periodo Song, hubo una gran cantidad trabajo organizado y de burocracia involucrada en la extracción de los recursos de las diferentes provincias de China. La producción de azufre, que los chinos nombraban «líquido vitriolo», se extrajo de la pirita y se utilizó para fines farmacéuticos así como para la fabricación de la pólvora. Esto se hizo con piritas tostadas, convertidas en sulfuro de óxido, el mineral agolpaba con briquetas de carbón en un horno de barro con un tipo de cabeza fija, para cambiar el azufre a vapor, y después de esto se solidifica y cristalizaba. El texto histórico de la historia de la dinastía Song, compilado en 1345, declaraba que el mayor productor de azufre durante las dinastías Tang y Song fue la región administrativa de Jin Zhou, la moderna Linfen al sur de Shaanxi. Los burócratas designados para la región lograron el procesamiento industrial y su venta, la cantidad, producida y distribuida en los años 996 y 997 fue de 405.000 jin (aproximadamente 200 toneladas). Se documentó que el año 1076, el gobierno tenía un estricto monopolio comercial sobre la producción de azufre, y si las casas de tinte y talleres del gobierno vendían sus productos a los distribuidores privados en el mercado negro, estaban sujetos a las sanciones impuestas por las autoridades gubernamentales. Incluso diez años antes el gobierno había emitido un edicto que las personas que vivían en Shaanxi y Hebei tenían prohibido vender a extranjeros cualquier producto que tuviera salpeter o azufre. Este acto realizado por el gobierno muestra su temor a la desaparición potencial de las armas de pólvora para ser desarrolladas por los enemigos territoriales de la dinastía Song de China, es decir, los tangut y los kitán.
Como Jin Zhou estaba muy cerca de la capital Song en Kaifeng , este último se convirtió en el mayor productor de pólvora durante el período Song del Norte. [47] Con azufre mejorado a partir de pirita en lugar de azufre natural (junto con nitrato de potasio mejorado), los chinos pudieron cambiar el uso de la pólvora de un uso incendiario a uno explosivo para artillería. Hubo grandes plantas de fabricación en la dinastía Song con el propósito de hacer «armas de fuego» empleando el uso de pólvora, como lanzas de fuego y flechas de fuego. Mientras participaba en una guerra con los mongoles, en 1259 el oficial Li Zengbo escribió a Ko Zhai Za Gao, Xu Gao Hou, que la ciudad de Qingzhou estaba fabricando de uno a dos mil proyectiles de bombas de hierro forjado por mes, enviando a Xiangyang y Yingzhou entre diez y veinte mil de esas bombas a la vez.  Uno de los principales arsenales para el almacenamiento de pólvora y armas se encuentra en Weiyang, que accidentalmente se incendió y produjo una explosión masiva el año 1280.

## Comercio

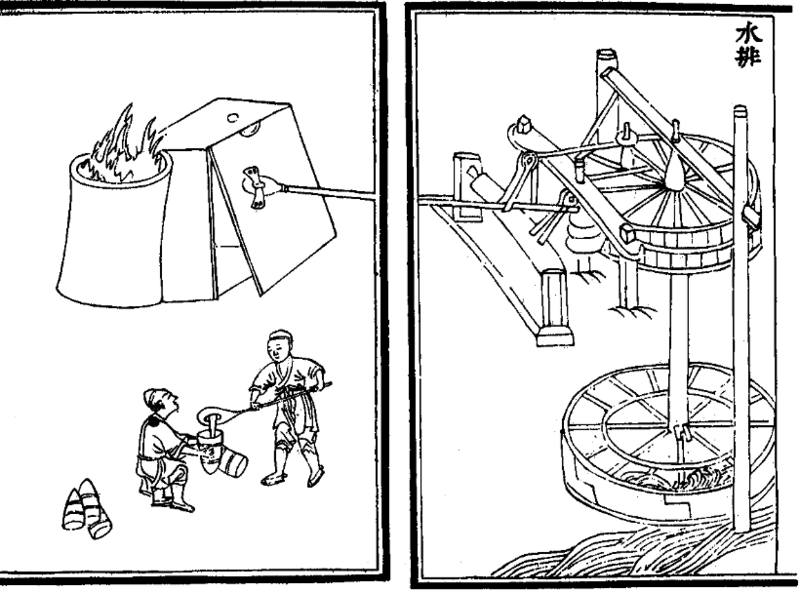
Fundición de alto horno de hierro, con fuelles operados por rueda hidráulica y dispositivo mecánico, del Nong Shu de Wang Zhen, 1313

Esta disposición de permitir que la industria competitiva floreciera en algunas regiones mientras se establecía su opuesto a la estricta producción regulada por el gobierno y monopolización, el comercio en otras producciones no era tan exclusiva como la fabricación de hierro.  En el comienzo de la dinastía Song, el gobierno apoyó a las fábricas de seda competitivas y a los talleres de brocado en las provincias orientales y en la ciudad capital de Kaifeng. Sin embargo, al mismo tiempo, el gobierno estableció una estricta prohibición legal sobre el comercio de seda privada en la provincia de Sichuan. Esta prohibición le dio un golpe económico a Sichuan que causó una pequeña rebelión (que fue sometida), pero la ciudad de Sichuan era bien conocida por sus industrias independientes que producían madera y naranjas cultivadas. Las reformas del canciller Wang Anshi (1021-1086) desató un acalorado debate entre los ministros de la corte cuando nacionalizó las industrias que fabricaban, procesaban y distribuían té, sal y vino.  El monopolio estatal del té de Sichuan fue la principal fuente de ingresos para la compra de caballos por el estado en Qinghai para las fuerzas de caballería del ejército Song. Las restricciones de Wang sobre la fabricación privada y el comercio de sal incluso fueron criticadas en un poema famoso por Su Shi, y mientras que la facción opuesta políticamente cargada en la corte ganó ventaja y perdió el favor, las reformas de Wang Anshi fueron continuamente abandonadas y reinstaladas. A pesar de esta disputa política, la principal fuente de ingresos del Imperio Song continuó proviniendo de monopolios administrados por el estado e impuestos indirectos. En cuanto a la iniciativa empresarial privada, los comerciantes podían seguir obteniendo grandes beneficios en el comercio de artículos de lujo y en la producción regional especializada. Por ejemplo, los productores de seda del condado de Raoyang, prefectura de Shenzhou, provincia sureña de Hebei, fueron especialmente conocidos por producir sombreros de seda para el emperador Song y los altos funcionarios de la corte en la capital.

### Recursos de cobre y recibos de depósito

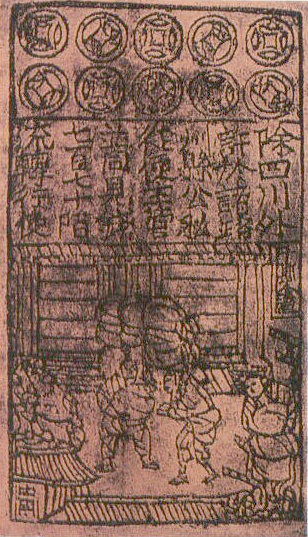
Jiaozi, el primer documento impreso en el mundo de divisas, una innovación de la dinastía Song.

La raíz del desarrollo del billete de banco se remonta a los principios de la dinastía Tang (618-907), cuando el gobierno prohibió el uso de rollos de seda como moneda, lo que aumentó el uso de la moneda de cobre como de dinero. En el año 1085 la producción de moneda de cobre fue de 6 mil millones de monedas al año desde 5,86 millones en 1080 -en comparación con la acuñación anual de 327 millones de monedas en la próspera etapa de la dinastía Tang del 742 al 755, y solamente los 220 millones de monedas acuñadas anualmente a partir del año 118 a. C. al 5 durante la dinastía Han. La expansión de la economía fue sin precedentes en China: la producción de moneda en el año anterior de 997, fue de 800 millones de monedas al año. El año 1120, el gobierno de Song recogió 18.000.000 onzas (510.000 kg) de plata en sus impuestos.
Muchos comerciantes de la época Tang del siglo IX querían evitar el peso y el volumen de tantas monedas de cobre en cada transacción, lo que les llevó a la utilización de recibos de depósito comerciales de las tiendas donde los bienes o dinero se habían dejado previamente; ellos depositaban la moneda de cobre en casa de familias adineradas o de mayoristas, con lo cual obtenían recibos que podían ser convertidos en efectivo en varios pueblos cercanos por las personas acreditadas. Desde el siglo X, el gobierno de Song comenzó a emitir sus propios recibos de depósito, sin embargo, se limitó principalmente a la industria de la sal y el comercio monopolizado. El primer papel moneda impreso oficial de China fue en el año 1024, en la provincia de Sichuan.
Aunque la producción de moneda de cobre y su expansión había sido grande, el año 1085, unas cincuenta minas de cobre fueron cerradas entre los años 1078 y 1085. Hubo una media más minas de cobre encontradas en la dinastía Song Oriental que en la anterior dinastía Tang, este caso se invirtió durante la dinastía Song del Sur con una fuerte disminución y agotamiento de los depósitos de cobre extraídos en 1165. Las monedas de cobre eran abundantes en el siglo XI, la sustitución del impuesto del canciller Wang Anshi por el trabajo personal laboral y la adquisición del gobierno de préstamos para financiaciones agrícolas significaba que la gente ahora tenían que encontrar dinero en efectivo adicional, lo que elevó el precio del dinero de cobre, que estaba convirtiéndose en escaso. Para empeorar las cosas, grandes cantidades de moneda de cobre emitida por el gobierno salieron del país a través del comercio internacional, mientras que la dinastía Liao y Xia Occidental proseguía activamente el intercambio de sus monedas acuñadas en hierro por las monedas de cobre de la dinastía Song. Como se demuestra en un decreto del 1103, donde el gobierno Song se convirtió cauteloso sobre su salida de divisas de hierro en el imperio Liao y ordenó que el hierro fundido fuera aleteado con estaño, privando así a Liao la oportunidad de fundir las monedas para fabricar armas.
El gobierno trató de prohibir el uso de monedas de cobre en las regiones fronterizas y en los puertos de mar, pero la moneda emitida por la dinastía Song llegó a ser común en las economías de Liao, Xia Occidental, el Japón, y del sudeste asiático. El gobierno Song quería convertirse en otros tipos de materiales su moneda con el fin de aliviar la demanda, incluyendo la emisión de la moneda de hierro y billetes de papel. El año 976, el porcentaje de moneda emitida utilizando el cobre fue del 65%; después del año 1135, había disminuido considerablemente a un 54%, en un intento del gobierno de rebajar la moneda de cobre.

### Primer papel moneda del mundo

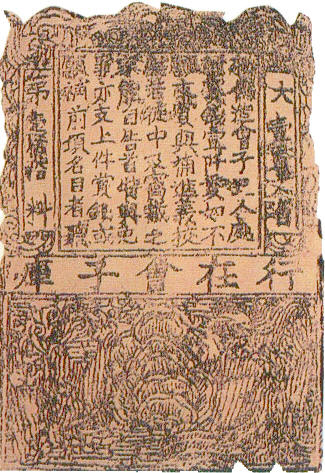
Huizi primer papel moneda, publicado el año 1160.

El gobierno central pronto observó las ventajas económicas de imprimir papel moneda, otorgó el derecho de monopolio a varias oficinas para la emisión de los certificados de depósito. A comienzos del siglo XII, la cantidad de billetes emitidos en un único año ascendió a una tasa anual de 26 millones de dinero en efectivo. En la década de los años 1120 el gobierno central intervino oficialmente y produjo su propio papel moneda emitido por el estado, utilizando la impresión por medio de bloques de madera. Incluso antes de este punto, el gobierno Song fue acumulando grandes cantidades de papel como tributo. Se registró que cada año antes de 1101, la jefatura de Xinan (moderna Anhui) Por sí misma envió 1.500.000 hojas de papel en siete variedades diferentes a la capital a Kaifeng. En este año de 1101, el emperador Song Huizong, decidió disminuir la cantidad de papel tomado en la cuota de tributo, ya que estaba causando efectos perjudiciales y creando pesadas cargas sobre la gente de la región. El gobierno todavía necesitaba gran cantidad de papel para los certificados de cambio y la nueva emisión del estado del papel moneda. Únicamente para la impresión de papel moneda, la corte estableció varias fábricas administradas por el gobierno en las ciudades de Huizhou, Chengdu, Hangzhou, y Anqi. La importancia de la mano de obra empleada en estas fábricas de papel moneda fue bastante grande, ya que se registró en 1175 que la fábrica en Hangzhou empleaba a más de un millar de trabajadores al día. Las emisiones gubernamentales de papel moneda nacional no estaban aún normalizadas y la impresión de billetes estaban limitadas a las zonas regionales del imperio siendo eran válidas únicamente para un límite designado y temporal de tres años.
La limitación geográfica cambió entre los años 1265 y 1274, cuando el gobierno de Song del Sur finalmente produjo una moneda estándar nacional de papel moneda, una vez que su amplia circulación fue apoyada por oro o plata. El rango de variación de los valores de estos billetes fue, tal vez de una cadena de dinero en efectivo al cien como máximo. En dinastías posteriores, el uso y la aplicación de papel moneda era un método llevado a cabo por el gobierno como una respuesta a la falsificación de monedas de cobre. Los Jurchens, durante la dinastía Jin (1115-1234), Emitieron papel moneda con un número de serie, y una etiqueta de advertencia que los falsificadores serían decapitados, y el denunciante recompensado con dinero en efectivo.

### Trabajo urbano y de negocios

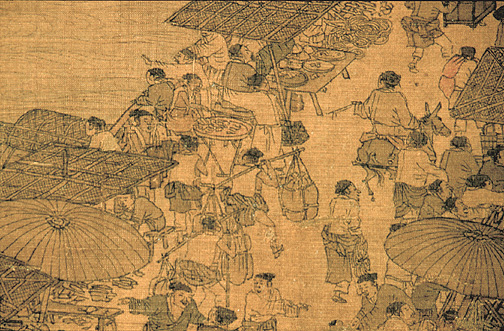
Tiendas y paradas con sombrillas y techos de paja, se alinean frente a orillas del río, primer plano de la pintura El festival Qingming junto al río del artista Zhang Zeduan (1085-1145).

Dentro de las ciudades había una multitud de profesiones y puestos de trabajo para escoger, si uno no había heredado una profesión por línea paterna. Los historiadores tienen una amplia variedad de fuentes escritas, que describen los mínimos detalles sobre cada lugar y las empresas dentro de las ciudades de China del período Song. Por ejemplo, en los callejones y avenidas alrededor de la puerta oriental de la casa Xiangguo a Kaifeng, el sinólogo Stephen H. West cita una fuente:

A lo largo de la avenida del templo Eastgate ... se encuentran tiendas especializadas en gorras de tela con coleta puntiagudas, cinturones, libros y flores, así como comida vegetariana de té de la familia Ding ... al sur del templo están los burdeles de callejón del Gerente ... las monjas y los trabajadores de brocado viven en el callejón del bordado ... al norte hay en un pequeño callejón ... hay un número particularmente grande de restaurantes del sur dentro del callejón, así como una gran cantidad de burdeles.

Asimismo, en el «distrito del placer» a lo largo de la Avenida del gremio de los caballos ... cerca de un templo Zoroastriano a Kaifeng, el escritor West cita en la misma fuente, Dongjing Meng Hua Lu («Sueños de esplendor de la capital del este»):

Además de las puertas de hogares y las tiendas que bordean los dos lados de la calle Nueva Puerta Fengqi ... campamentos militares de las diferentes brigadas y columnas de la Guardia imperial están situados en pareja a lo largo de la puerta. Otros barrios, calles y espacios abiertos confinados entrecruzan en la zona, en decenas de miles, nadie conoce su número real. Las puertas están unas contra otras, cada lugar con sus propios salones de té, tabernas, sus escenarios, su comida y su bebida. Normalmente los hogares de pequeños negocios del mercado simplemente compran alimentos preparados y bebidas en tiendas; no cocinan en casa. Para comer del norte están los cubos de carne seca estilo Shi Feng ... hechos de diversos estofados ... para comer del sur, la casa de Jin en el puente del templo ... y la casa de Zhou ... se reconocen como los mejores. Los mercados nocturnos cierran después de la tercera vigília para volver abrir en la quinta.

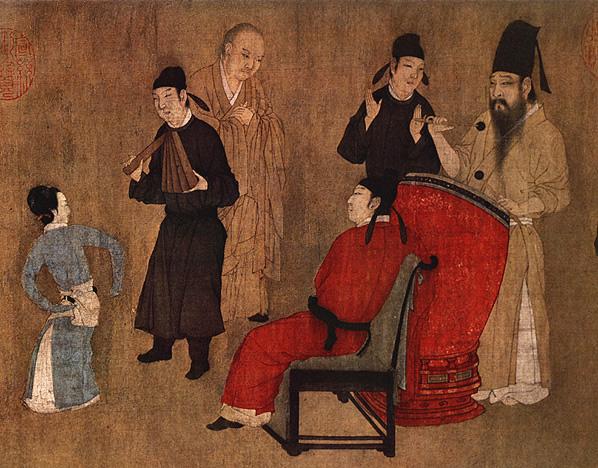
Detalle de una nueva versión del de la pintura de Gu Hongzhong, Festejos nocturnos de Han Xizai; hay dos músicos y una bailarina que entretienen a los invitados de Han Xizai.

West señala que los tenderos de Kaifeng raramente tenían tiempo para comer en casa, por lo que decidieron salir a comer en una variedad de lugares, como restaurantes, templos y puestos de comida. Los negocios de restaurantes prosperaron con esta nueva clientela, mientras que los restaurantes que atendían la cocina regional se dirigían a clientes como comerciantes y funcionarios que provenían de regiones de China donde los estilos y sabores de la cocina eran drásticamente diferentes a los que comúnmente se sirven en la capital.  El distrito de placer mencionado anteriormente -donde se encontraban las acrobacias, los juegos, las representaciones teatrales, las tabernas y las casas de chicas cantantes- estaba atestado de puestos de comida donde se podía tener negocios prácticamente toda la noche. West establece una conexión directa entre el éxito de la industria teatral y la industria alimentaria en las ciudades. De los cincuenta teatros dentro de los distritos de placer de Kaifeng, cuatro de ellos podían entretener a audiencias de varios miles cada uno, atrayendo grandes multitudes que daría a las empresas cercanas una enorme base de clientes potenciales. Además de comida, comerciantes en águilas y halcones, pinturas preciosas, así como tiendas que venden pernos de seda y tela, joyas de perlas, jade, cuerno de rinoceronte, oro y plata, adornos para el cabello, peines, gorras, bufandas y aromáticos incienso fueron prosperando en estos lugares.

### Comercio exterior
Para promover el comercio exterior y maximizar los beneficios del gobierno en el control de las mercancías importadas, el año 971 se estableció una oficina Supervisora de Comercio Marítimo en Guangzhou, en el año 999 una segunda a Hangzhou, una tercera a Mingzhou (ahora la ciudad de Ningbo), seguida por la de Quanzhou ( "Zaiton") en 1079, el condado de Huating (ahora parte de Shanghái) en 1113, y Nankín el 1145. Inicialmente, la oficina Supervisora de Comercio Marítimo estaba subordinada bajo el Departamento de Transporte de la jefatura, más tarde fue convertida en una agencia independiente con su propio supervisor. Las funciones de la oficina Supervisora de Comercio Marítimo incluyeron:
- Impuestos de las mercancías importadas, la tasa de impuesto varió durante la dinastía Song, del 10% al 40%; sin embargo, durante la época de la emperador Shenzong (1048-1085), la tasa del impuesto para la importación se redujo al 6.67%. El impuesto se realizaba con el pago de bienes en especie, no en dinero.[79]
- Compra y venta de las mercancías importadas por el gobierno. El año 976, tuvieron que ser vendidos únicamente al gobierno todos los productos importados por comerciantes del extranjero, las ventas privadas fueron prohibidas, la penalización por violar esta norma dependía de la cantidad de los productos involucrados, y la pena más alta fue el tatuaje en la cara y el trabajo forzado. Más tarde, estas normas del 100% se rebajaron algo. El supervisor del Comercio Marítimo compró una parte de los mejores productos de calidad, por ejemplo, el 60% de las perlas, el 40% de cuernos de rinoceronte; y los bienes sobrantes de más baja calidad se permitió que se negociaran en el mercado. La tasa de compra aplicada a las mercancías después de los impuestos, y pagada en metálico, no fue según el precio de mercado, sino de acuerdo con un «valor de tarifa» fijada por el gobierno.[80] En la dinastía Song del Sur, los supervisores del Comercio Marítimo carecían de fondos y no pagaban a tiempo, causando enormes pérdidas de ganancias para los comerciantes de ultramar; el volumen de las barcos entrantes también se redujo.
- Emitir permisos de comercio exterior para los comerciantes locales.